# Angela Braun-Stratmann
Pour les articles homonymes, voir Braun et Stratmann.
Angela Braun-Stratmann, née le 22 août 1892  à Neuss et morte le 19 juin 1966 à Bois-Colombes est une journaliste et femme politique, membre du Parti social-démocrate d'Allemagne. Elle est également membre fondatrice et longtemps présidente de l'Arbeiterwohlfahrt de Sarre et membre du premier Parlement de Sarre (de). Angela Braun-Stratmann est une militante féministe et européenne convaincue et défend ces valeurs tout au long de sa vie.

## Biographie

### Jeunesse et formation
Angela Stratmann est née le 22 août 1892 à Neuss. Elle est la fille de Theodor Friedrich Eberhard Stratmann et de Mathilde Buschhausen. Elle grandit à Neuss puis obtient son diplôme d'études secondaires à Ehrenfeld, arrondissement de Cologne, en 1911. Elle travaille comme enseignante à Neuss de 1913 à 1923,.

### Avant-Guerre en Sarre
En 1923, elle épouse l'homme politique Max Braun (de), avec qui elle s'installe à Sarrebruck en novembre de la même année. Ils s'engagent dans le Parti social-démocrate,.
Angela Braun-Stratmann est une des premières militantes des droits des femmes en Sarre. Elle publie régulièrement des articles dans le magazine social-démocrate Volksstimme et est responsable de son supplément féminin,. En 1924, Angela et Max Braun fondent  ensemble l'Arbeiterwohlfahrt de la Sarre, dont Angela Braun-Stratmann assure la direction de 1925 à 1935. Sous sa présidence, des ateliers de couture et des cuisines publiques sont organisés, ainsi que des camps pour les enfants et les jeunes. Elle veille aussi à ce que les conférences, cours et groupes de travail s'adressent en priorité aux femmes et les informent sur leurs droits.

### Années d'exil
La Sarre est alors sous administration de la Société des Nations et le couple soutient la lutte pour que la Sarre ne tombe pas aux mains de l'Allemagne hitlérienne. Lorsque le plébiscite du 13 janvier 1935 aboutit au rattachement de la Sarre au Reich, elle émigre  en France avec son mari, d'abord à Metz puis à Paris. Tous deux soutiennent le front uni des émigrés contre le régime nazi. A Paris en 1936, Angela Braun-Stratmann travaille à l'Office socialiste pour les réfugiés sarrois ,,.
En raison de son engagement internationalement connu contre le Reich allemand, elle est déchue de sa citoyenneté allemande.
En 1940, au moment de l'invasion des Pays-Bas, de la Belgique, du Luxembourg et de la France par les forces du Troisième Reich, Angela Braun-Stratmann et son mari s'enfuient à Londres, via Bordeaux, le Maroc.Angela Braun-Stratmann y est bénévole au sein du Service volontaire des femmes, puis employée du gouvernement chargée de nourrir les enfants et les victimes des bombardements.

### Retour en Sarre
Après la mort de son mari en 1945, elle retourne seule en Sarre et travaille comme journaliste à la Saarbrücker Zeitung. Elle est aussi rédactrice en chef du premier magazine féminin de la Sarre, Charme, qui paraît à partir de 1947. Elle y prend position en faveur de la paix et des droits des femmes. Le magazine propose de la mode, du divertissement et des articles sur l'émancipation des femmes. Ses éditoriaux traitent généralement de l'actualité politique et elle y exhorte les femmes à s'engager politiquement : « Si mon toit a un trou dont je ne suis pas responsable, par où entrent la pluie, la neige et le froid, [...] alors ni mes râles, ni mes rhumatismes, ni ma résignation ne pourront jamais le colmater. Je ne peux obtenir de l'aide que si je donne moi-même un coup de main. […] La politique a fait des trous dans nos vies. Jusqu'à aujourd'hui, la politique des hommes [...] On n'a le droit de critiquer que si on a tout fait pour trouver un remède pratique. La politique est faite par les gouvernements, les hommes d’État et les parlements, que nous élisons. Comment pouvons-nous, comment voulons-nous voter, qui ou quel parti, si nous allons aux urnes comme des imbéciles ? Ou si nous nous laissons aveuglément influencer par l’autorité de quelqu’un… ». Le magazine cesse de paraître en février 1949,.
De 1946 à 1953, elle est à nouveau présidente du Arbeiterswohlfahrt. Entre mai et septembre 1947, elle est la seule femme membre de la Commission constitutionnelle du Land de Sarre (de) qui rédige la Constitution de la Sarre (de). Elle travaille en particulier sur les articles concernant le mariage et la famille. En 1947, elle participe à la première conférence des femmes à Furth. De 1947 à 1952, elle est membre du premier Parlement de Sarre (de) où ne siègent que trois femmes. Elle se consacre à l'entente internationale, à une solution européenne à la question de la Sarre, à l'éducation internationale de la jeunesse et aux droits des femmes.

### Dernier exil
Après le référendum du 23 octobre 1955 qui aboutit au retour de la Sarre à la République fédérale d'Allemagne, Angela Braun-Stratmann quitte la Sarre en 1958 et réside en France jusqu'à sa mort le 19 juin 1966,.

## Distinctions
En 1996, une rue de Malstatt, un quartier de Sarrebrück, est renommée Angela-Braun-Straße.
Un centre d'éducation pour les jeunes à Ludweiler porte également son nom.